# 塔爾米奇 (密蘇里州)
塔爾米奇（英語：Talmage）是位於美國密蘇里州賴特縣的非建制地區。

## 歷史
塔爾米奇的郵局於1903年設立，其後於1912年停運。

## 地理
塔爾米奇所處的海拔為高於海平面386米（即1266英呎），而該地所採用的時區為UTC-6，即北美中部時區（CST）。同時該地設有夏令時間，為UTC-6調快一小時，即UTC-5（CDT）。